# 池田修 (アートディレクター)
池田 修（いけだ おさむ、1957年6月14日 - 2022年3月16日）は、日本のアートディレクター。BankART1929元代表。PHスタジオ所属。

## 経歴
大阪府生まれ。大阪府立今宮高等学校卒業、1977年、静岡大学理学部入学、1981年、同大学を中退し、1982年、横浜にあった現代美術のスクール・Bゼミスクールに入る。
Bゼミ卒業後はチームPHスタジオを発足し、展覧会や美術プロジェクト、建築設計等の活動を行った。2004年からは横浜を拠点としたBankART1929の立ち上げと企画運営に携わっていた。
2009年度芸術選奨文部科学大臣新人賞受賞、2011年度横浜文化賞文化・芸術奨励賞をBankART1929として受賞している。
2022年3月16日、小脳出血のため、横浜市内の病院にて死去。64歳没。代表を務めていたBankART1929は副理事長の細淵太麻紀が代表代行となり、運営を引き継ぐ。

## 著書
- 『池田修の夢十夜』（BankART1929、2022年）ISBN 9784902736526